# Ciclón Helen (2013)

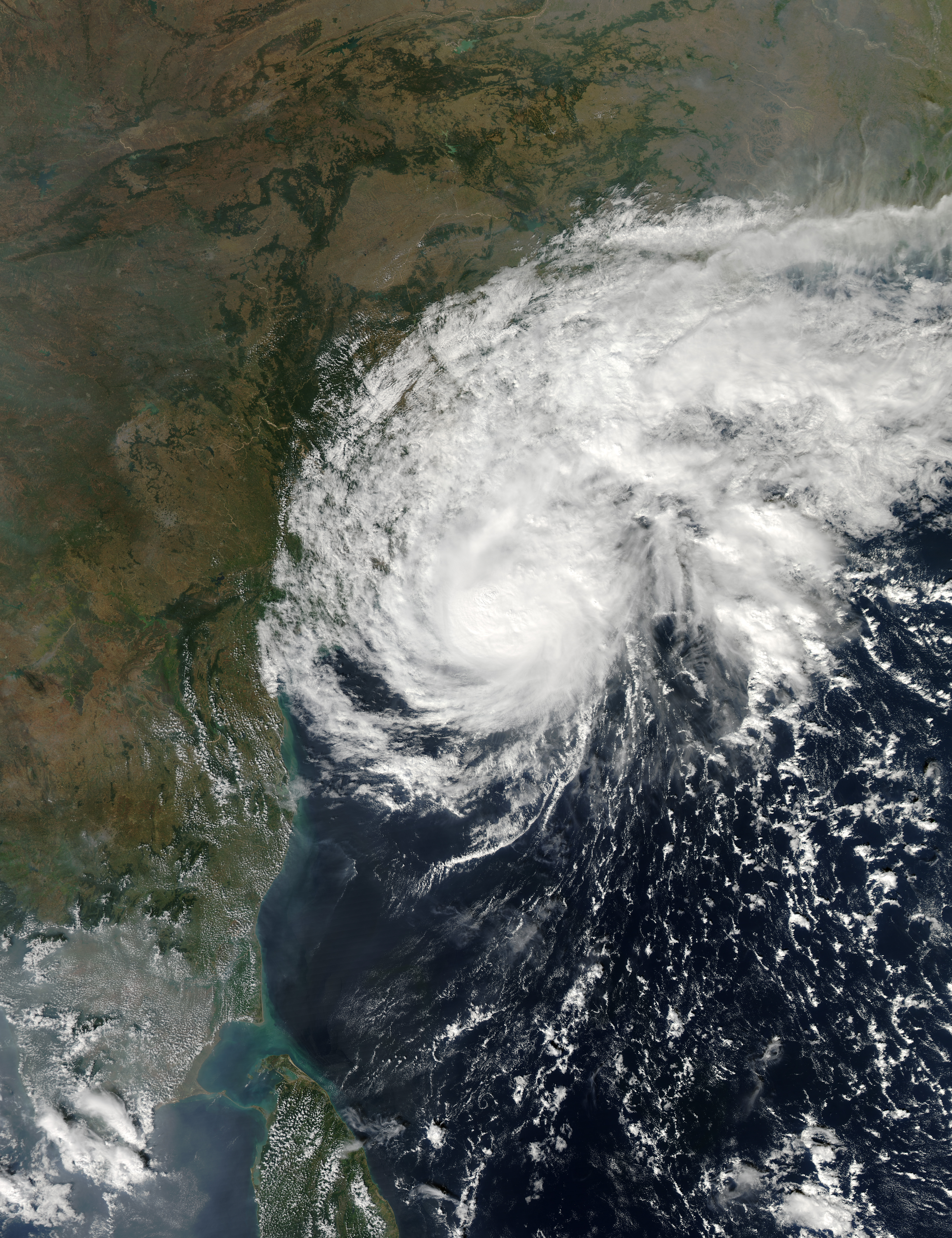

La tormenta ciclónica Helen es un ciclón tropical relativamente débil que se formó en el golfo de Bengala el 18 de noviembre de 2013, a partir de los remanentes de la tormenta tropical Podul. Se clasificó como profunda depresión BOB 06 por el IMD el 19 de noviembre. Se estaba moviendo muy lento en una dirección noroeste el 20 de noviembre, se convirtió en la tormenta ciclónica Helen porque se formaron fuertes lluvias en el este de la India. Luego se convirtió en una tormenta ciclónica severa en horas de la tarde del 21 de noviembre.

## Preparaciones e impacto
El gobierno de Andhra Pradesh alertó a todos los distritos costeros del estado, especialmente los distritos costeros del sur. Los recaudadores de distrito se dirigieron a evacuar a las personas de las zonas bajas cerca de la costa. Más de 11.000 personas fueron evacuadas de las zonas afectadas por la tormenta. Diez equipos de la Fuerza Nacional de Respuesta de Desastres fueron desplegados para operaciones de rescate en las zonas afectadas. Un total de 10 muertes se han reportado en los incidentes relacionados con el ciclón.